# Aroslund-Blåsbo
Aroslund-Blåsbo är ett administrativt bostadsområde i norra Västerås. 
Området består av delarna Aroslund, Blåsbo och Norrmalm. 
Området avgränsas av Svartån, E18, Vasagatan och Norra Ringvägen.
I Aroslund-Blåsbo finns övervägande bostäder, både villor och hyreshus. Vid Svartån finns Karlslunds servicehus och Falkenbergska kvarnen, med en restaurang.
Karlslund var ursprungligen en herrgård tillhörig släkten Lewenhaupt. Den såldes 1884 till Västerås stad för att användas som fattigvårdsinrättning. Senare blev det sjukhem men 1984 byggdes det om till servicehus.